# Miss Universe 1932

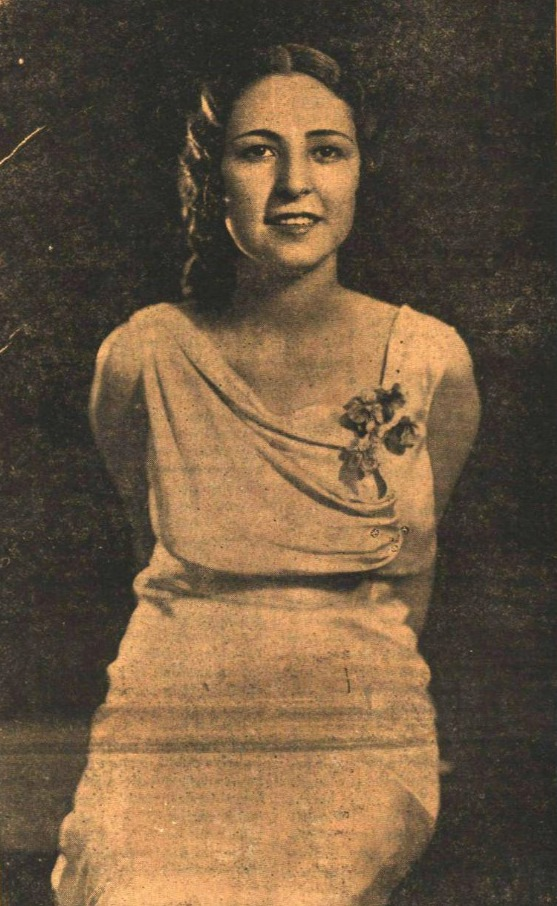
Keriman Halis Hanım, Miss Türkei und Miss Universe 1932.

Der Wettbewerb um die Miss Universe 1932 war der zweite, der weltweit, unter Beteiligung des Comité pour l’election de Miss Europe durchgeführt wurde. Das Comité war 1928 durch den französischen Journalisten Maurice de Waleffe (1874–1946) ins Leben gerufen worden und organisierte die Wahl der Miss Europe von 1929 bis 1938. Waleffe hatte zuvor schon den Wettbewerb um die Miss France begründet. Er und sein Komitee hatten mit den Gastgebern vereinbart, dass alle Kandidatinnen der Miss Europe auch für die Miss Universe qualifiziert waren. (Vereinzelt traten jedoch andere Teilnehmerinnen aus dem jeweiligen Land an).
Die außereuropäischen Kandidatinnen waren in ihren Herkunftsländern nach unterschiedlichen Kriterien ausgewählt worden.

## Der Wettbewerb

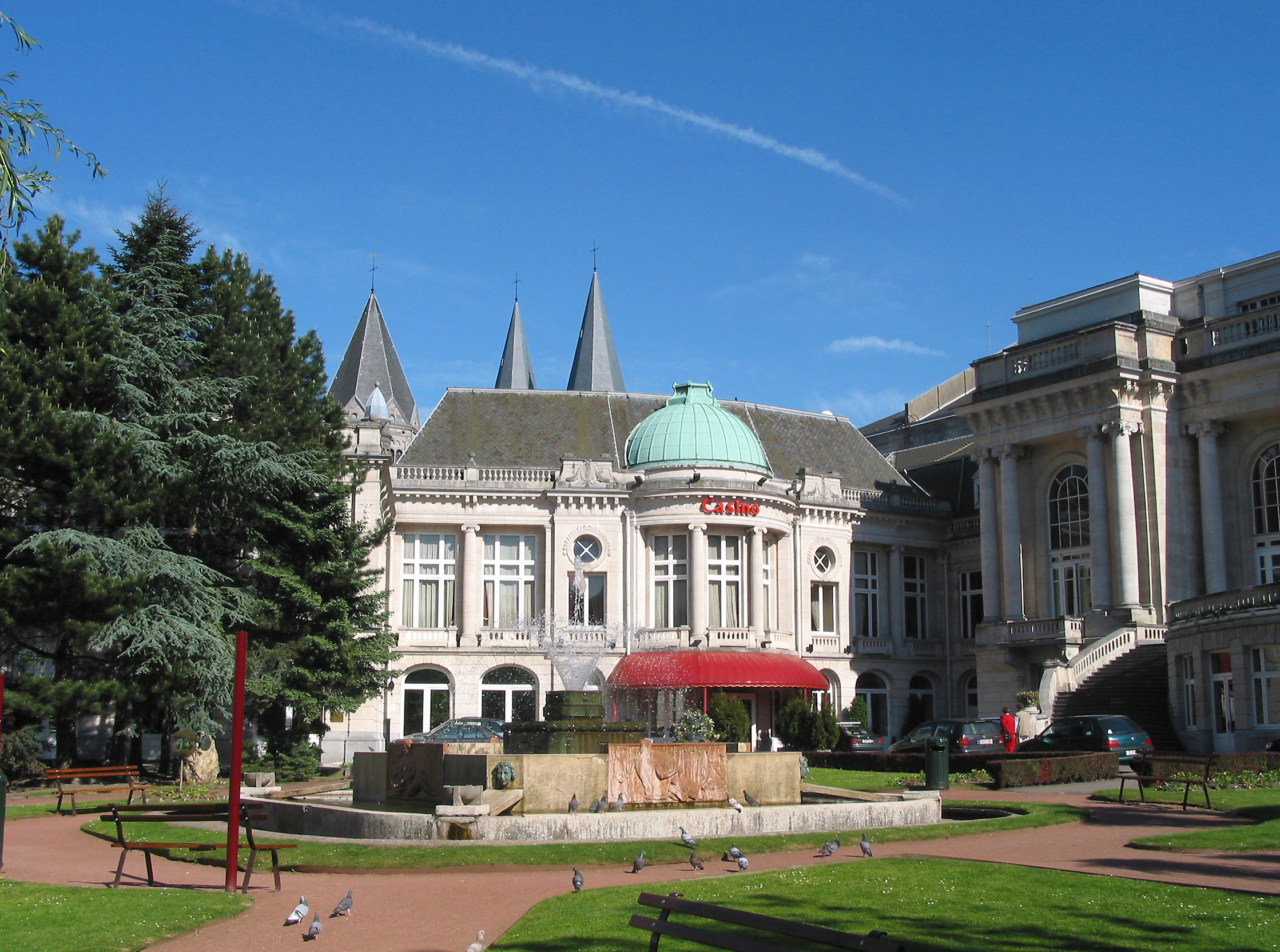
Das Spielkasino von Spa, Ort der Veranstaltung.

Die Veranstaltung fand am 31. Juli 1932 im Casino de Spa im belgischen Kurort Spa statt. Es gab 28 Bewerberinnen. Platzierungen der Teilnehmerinnen sind bis auf die Siegerin nicht bekannt geworden.
| Land               | Schreibweise in L’Illustration | Weitere, zeitgenössische, Schreibweisen | Schreibweise in der Heimatsprache                            |
| ------------------ | ------------------------------ | --------------------------------------- | ------------------------------------------------------------ |
| 1. Türkei          | Keriman Halis Hanim            |                                         | Keriman Halis Hanım, Keriman Halis Ece                       |
| Algerien           | Janine Lassave                 |                                         |                                                              |
| Antillen           | Marie-Louise Armelin           |                                         |                                                              |
| Argentinien        | Alejandina del Carmen Goni     |                                         |                                                              |
| Belgien            | Simone Eraers                  | Simone Eraerts                          | Simone Eraerts                                               |
| Brasilien          | Yeda Telles de Menezes         |                                         |                                                              |
| Costa Rica         | Carmen de Peralta              |                                         |                                                              |
| Dänemark           | Aase Clausen                   |                                         | Aase Clausen                                                 |
| Deutsches Reich    | Ingrid Richard                 |                                         | Ruth Ingrid Richard                                          |
| England            | Gween Stallard                 | Gwen Stallard                           | Gwen Stallard                                                |
| Estland            | Nadia Peedi                    |                                         | Nadežda Peedi-Hoffmann, Nadeshda Peedi-Hoffman               |
| Frankreich         | Lyne de Souza                  | Émilienne („Lyne“) Caisson de Souza     | Marie Émilienne Caisson de Souza, Émilienne Quesson de Souza |
| Griechenland       | Euterpe Lampsa                 |                                         | Ευτέρπη Λάμψα, Ευτέρπη Λάμπου                                |
| Königreich Italien | Rosetta Montali                |                                         |                                                              |
| Jugoslawien        | Olga Djouritch                 |                                         | Olga Đurić, Олга Ђурић                                       |
| Kanada             | Claire Lockner                 |                                         |                                                              |
| Kolumbien          | Aurora Gutierrez Villa         |                                         |                                                              |
| Mexiko             | Dolores del Campo              |                                         |                                                              |
| Niederlande        | Corry Geels                    |                                         | Carolina („Corry“) Geels                                     |
| Panama             | Nelly Misteli                  |                                         |                                                              |
| Peru               | Luzmila Ribeyro                | Ludmilla Riberio                        |                                                              |
| Polen              | Soawa Kowalska                 |                                         | Sława Kowalska                                               |
| Rumänien           | Lilian Delescu                 | Liana Delescu                           | Lilian Delescu                                               |
| Russland A         | Nina de Pohl                   | Nina Pohl                               | Нина Поль                                                    |
| Spanien            | Teresa Daniel                  |                                         | Teresita Daniel                                              |
| Ungarn             | Ica Lampel                     | Ica Lampl                               | Lampel Ica                                                   |
| Venezuela          | Pépina Toledo                  |                                         |                                                              |
| Vereinigte Staaten | Helen Cant                     |                                         |                                                              |

## Folgewettbewerbe
Miss-Universe-Wahlen fanden 1933 und 1934 nicht statt. Es gibt auch keinen Hinweis, dass sie jemals geplant waren. Erst 1935 gab es eine letzte Veranstaltung dieser Art vor dem Zweiten Weltkrieg.